# 雄藩
雄藩（ゆうはん）とは、江戸時代の日本における勢力の強い藩のこと。経済力や政治力のある有力藩に対する呼称である。

## 概要
江戸時代初期は、石高（表高）が大きい藩や金・銀などの鉱山を所有する藩、新田開発で裏高が大きくなった藩など、特に経済力の大きい外様の藩について「雄藩」と呼ばれた。加賀藩（100万石）、薩摩藩（77万石）、仙台藩（62万石）などが代表例である。
江戸時代末期は、主に西日本の諸藩が財政改革に成功して経済力をつけ、軍備拡充と人材登用で国政における発言力を増し、「雄藩」と呼ばれるようになった。そのため石高との相関は小さい。

## 幕末の雄藩
幕末・維新期に活躍した雄藩としては福井藩、水戸藩、薩摩藩、肥前藩、尾張藩、因州藩、宇和島藩、土佐藩、長州藩があり、これらの藩に共通することとして、天保、安政の藩政改革における成功、また、激しい藩内政争のなかで人材が登用されていったことがあげられる。
- 西南雄藩：薩摩藩、長州藩、土佐藩、肥前藩の薩長土肥[1]
- 参預会議：薩摩藩、土佐藩、福井藩、宇和島藩、会津藩、福岡藩、熊本藩、（一橋徳川家）
- 四侯会議：薩摩藩、土佐藩、福井藩、宇和島藩

また、水戸藩も政治的発言力を背景に「雄藩」と呼ばれた。水戸徳川家出身の一橋慶喜は上記の参預会議にも加わっている。